# Oligoklaz
Oligoklaz je kamninotvorni mineral iz niza plagioklaznih glinencev. Njegova kemijska sestava ter kristalografske in fizikalne lasnosti so nekje med albitom (NaAlSi3O8)  in anortitom (CaAl2Si2O8). Molsko razmerje med albitom in anortitom je od  90 : 10 do 70 : 30. 
IMA ga ne priznava kot samostojen mineral.

## Odkritje in poimenovanje
Oligoklaz je bil kot samostojen mineral poznan že leta 1824. Jöns Jacob Berzelius ga je zaradi podobnosti s spodumenom  imenoval natrijev spodumen. Ime oligoklaz mu je dal nemški mineralog August Breithaupt leta 1826. Ime je izpeljano iz grških besed ὀλίγος [oligos] – majhen in κλάσις  [klasis] – prelom, ker ima manj popolno razkolnost kot albit. 

## Nahajališča
Oligoklaz se pogosto pojavlja skupaj s plagioklazom v plutonskih magmatskih kamninah, na primer v granitu, sienitu in dioritu. Pojavlja se tudi v porfirskih in diabaznih dajkah in silih in vulkanskih kamninah, na primer v andezitu in trahitu ter v gnajsu. 
Največji in najlepše razviti kristali se skupaj z ortoklazom, kameno strelo, epidotom in kalcitom najdejo v granitu v Ardenalu na Norveškem. Oligoklaz daje značilno teksturo granitu rapakivi. 
Oligoklaz se pojavlja tudi v metamorfnih kamninah, v katerih se je zeleni skrilavec pretvarjal v amfibolitne facije.
Popolni brezbarvni in prozorni kristali so se včasih uporabljali  za izdelavo nakita.

## Schillerjeva iridescenca
Nekateri primerki oligoklaza iridescencirajo zaradi lističev, ki so se izsolili med ohlajanjem taline.